# 창조사학
창조 사학(創造史學)은 한국사를 기독교적인 시각에서 바라보는 사학이다.